# Francisco Molinero
Pour les articles homonymes, voir Molinero.
Francisco José Molinero Calderón, dit Molinero (né le 26 juillet 1985 à Tolède, Espagne), est un footballeur espagnol qui joue actuellement en tant que défenseur pour le Sporting de Gijón.

## Palmarès
Betis Séville
- Vainqueur de la Liga Adelante en 2015.